# Szkolnictwo sumeryjskie

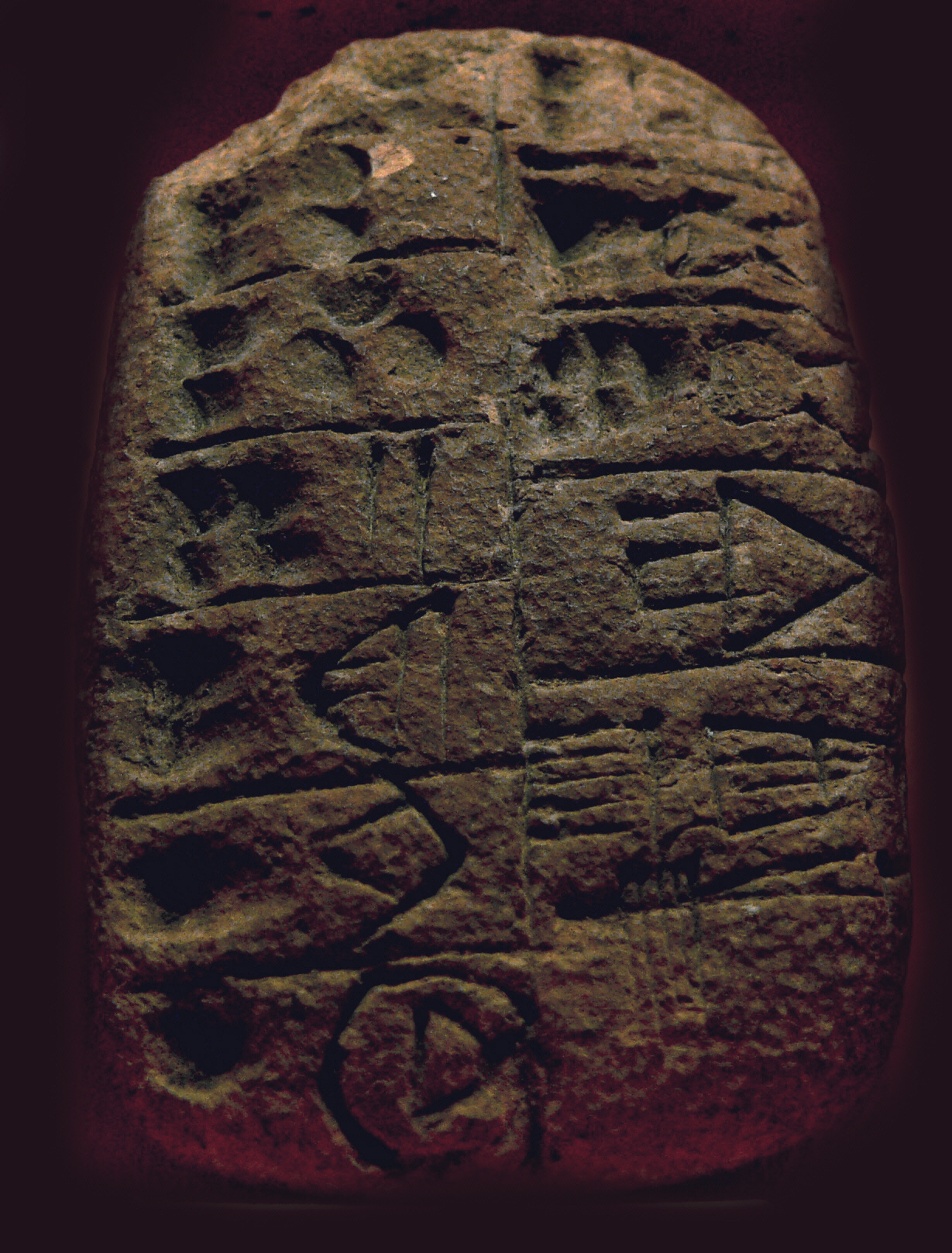
Lista produktów zbożowych z około 3200 roku p.n.e. – przykład kategoryzacji pojęć w języku sumeryjskim, co było jednym z etapów edukacji szkolnej. Vorderasiatisches Museum Berlin, sygn. VAT 15246

Szkolnictwo sumeryjskie – system nabywania wiedzy w Sumerze. Decydujący wpływ na rozwój szkolnictwa sumeryjskiego miał rozwój gospodarki i aparatu urzędniczego. Podstawowym, aczkolwiek nie jedynym, zadaniem szkół sumeryjskich było przekazanie uczniom wiedzy z zakresu pisania i czytania. Świadczy o tym rozpowszechnione wśród Sumerów powiedzenie: Pisarz, którego ręka porusza się tak jak usta – oto prawdziwy pisarz.

## Źródła do badań
Sumeryjskie dokumenty pisane mają metrykę tak samo starą, co odnalezione tzw. "teksty szkolne". Najstarsze pochodzą z okresu Uruk – III tysiąclecie p.n.e. Wiele tabliczek odkryto w Ur. Datowane są na XVIII–XVII wiek p.n.e. i zawierają ćwiczenia sztuki pisania i liczenia. W Szuruppak odkryto pomoce dydaktyczne, zawierające wykazy bóstw sumeryjskich, gatunków zwierząt czy roślin oraz spisy tytułów urzędników. Wiele tabliczek z Szuruppak zawiera imiona autorów i skrybów podręczników. Ich liczba świadczy o popularności zawodu pisarza w tym mieście.

## Struktury osobowe
W języku sumeryjskim szkoła nazywana była edubba – "dom tabliczek". Zarządzał nią "ojciec domu tabliczek", którego zastępcą był "wielki brat". Nauczaniem zajmowali się "mistrzowie", dyscypliną – "mistrz rózgi". Uczniowie byli nazywani "synami domu tabliczek".
Do szkoły uczęszczali chłopcy z zamożnych domów. Uboga rodzina nie mogła sobie pozwolić na opłatę czesnego i pozbycie się z domu robotnika. Badania Hermanna Schneidera, polegające na przeanalizowaniu imion na tabliczkach szkolnych, wykazały, że naukę w szkołach Sumeru pobierali potomkowie elity społecznej, od gubernatorów poczynając i na bogatych kupcach kończąc. Wniosek został oparty na tradycji dodawania do własnego imienia ojca i jego zawodu. Ponieważ dużo tabliczek nie było podpisanych, nie można z pewnością stwierdzić, czy do szkół uczęszczali synowie przedstawicieli warstw niższych oraz kobiety, które zajmowały niekiedy wyższe stanowiska kapłańskie. Być może ci ostatni pobierali tylko podstawową naukę pisania i czytania.
Za świetności III dynastii z Ur (XXII–XXI wiek p.n.e.), gdy do Sumeru migrowali Akadyjczycy, do szkół prawdopodobnie uczęszczali również nie-Sumerowie. Takie przypuszczenie powstało pod wpływem powiedzenia z tego okresu: Oto sługa, który rzeczywiście uczył się języka sumeryjskiego, choć interpretacja tej maksymy jest dwuznaczna. Z jednej strony może oznaczać ucznia, pochodzącego z obcego ludu, z drugiej zaś – wskazywać na wykształconego sługę.

## Nauka
Nauka obejmowała okres w życiu ucznia od dzieciństwa do osiągnięcia pełnoletności. Nie wszyscy uczniowie zdobywali pełne wykształcenie. Końcowy efekt nauczania zależał prawdopodobnie od zdolności ucznia i od opłat, które wnosił za naukę. Najwytrwalsi mogli uzyskać po jej zakończeniu dobrą pozycję na szczeblu urzędniczym.
Nauka w szkole nie ograniczała się do przyswojenia wiadomości z zakresu posługiwania się tabliczką glinianą i rylcem, jak uważa część badaczy. Szkoły posiadały różnorodny zakres nauczania. Dla przykładu, podczas wykopalisk odnaleziono tabliczkę z instrukcją rolniczą. Pisarz więc musiał posiadać wiadomości z agrotechniki, aby spisać podręcznik. Architekci, którzy nadzorowali wzniesienie monumentalnych budowli, powinni byli być obeznani z matematyką, fizyką i chemią. Dużo uwagi poświęcano na przekazanie wiadomości z zakresu matematyki. Odnalezione tabliczki gliniane zawierają wzory oraz ćwiczenia polegające na wyliczeniu pojemności naczyń czy powierzchni pól.
Nauka w szkołach sumeryjskich rozpoczynała się od opanowania umiejętności przygotowania narzędzi pisarskich – tabliczki i rylca. Następnym etapem było nauczenie się najprostszych znaków (odnaleziono tabliczki zapisane niewprawnym pismem początkujących uczniów). Kolejnym etapem było przyswojenie systemu klasyfikacji językowej, który polegał na podziale leksyki na zwroty i klasy wyrazów. Przy tej systematyzacji języka pomocą do opanowania wiedzy służyły "teksty szkolne", grupujące pojęcia (rolnictwo, ryby, ptaki itd.). Ostatnim etapem było nauczenie się zasad gramatyki i bogatej w wyrażenia idiomatyczne stylistyki.
Gdy w III tysiącleciu do Sumeru przeniknęli Akadyjczycy, pojawiło się zapotrzebowanie na słowniki dwujęzyczne. Język sumeryjski stopniowo zanikał, pozostał przez jakiś czas w liturgii. Słowniki, które powstały w okresie Sumero-Akadu, ułatwiły odczytanie języka sumeryjskiego w XIX wieku.